# دوغ كولينز (كرة سلة)
دوغ كولينز (بالإنجليزية: Doug Collins) مواليد 28 يوليو 1951 في كريستوفر، هو لاعب كرة سلة أمريكي سابق بدأ مسيرته الاحترافية في سنة 1973. يبلغ طوله 6 قدم 6 بوصة (2.0 م). اعتزل اللعب في 1981.

## فرق لعب لها
- فيلادلفيا سفنتي سيكسرز

## الميداليات
| الميدالية | المسابقة                       |
| --------- | ------------------------------ |
| فضية      | الألعاب الأولمبية الصيفية 1972 |

## روابط خارجية
- دوغ كولينز على موقع الاتحاد الدولي لكرة السلة (الإنجليزية)
- دوغ كولينز على موقع إن بي أي (الإنجليزية)
- دوغ كولينز على موقع سبورتس رفرنس (الإنجليزية)
- دوغ كولينز على موقع كلية كرة السلة في سبورتس رفرنس.كوم (الإنجليزية)
- دوغ كولينز على موقع ريلجم (الإنجليزية)
- دوغ كولينز على موقع بروبوليرز (الإنجليزية)
- دوغ كولينز على موقع قاعة المشاهير الجامعة الوطنية لكرة السلة (الإنجليزية)
- دوغ كولينز على موقع سبورتس رفرنس (الإنجليزية)
- دوغ كولينز على موقع سبورتس رفرنس (الإنجليزية)
- دوغ كولينز على موقع أوليمبيديا (الإنجليزية)